# The Lion King: Simba's Mighty Adventure
The Lion King: Simba's Mighty Adventure (ook wel Disney's the Lion King: Simba's Mighty Adventure) is een computerspel gebaseerd op Disney's animatiefilm De Leeuwenkoning en De Leeuwenkoning II: Simba's trots. Het spel werd ontwikkeld door Activision in 2000, en uitgebracht voor de Game Boy Color en PlayStation.

## Graphics en geluid
In de Game Boy Color-versie van het spel bevindt zich maar 1 soort achtergrondmuziek. Enkele animaties voor de volwassen en jonge Simba werden overgenomen uit het vorige The Lion King-spel.

## Levels
- Find and Pounce Zazu!: in dit level reist de jonge Simba door het grasland om Zazoe te vinden. Het level is gelijk aan het level The Pride Lands uit het vorige spel.

- The Waterhole!: Simba probeert Zazu af te schudden bij de waterpoel om naar het olifantenkerkhof te kunnen gaan.

- Elephant Graveyard!: Simba arriveert in het olifantenkerkhof, alwaar hij hyena’s, schorpioenen en gieren moet verslaan. Tevens moet hij geisers ontwijken.

- Stampede!: een level gelijk aan het Sampede-level uit het vorige spel. Simba moet al rennend stenen en gnoes ontwijken.

- Simba Finds Nala! : het eerste level met de volwassen Simba. Hij vecht zich een weg door het regenwoud alwaar hij jakhalzen en hyena’s moet verslaan. Aan het eind komt hij de volwassen Nala tegen, die hij ook moet verslaan.

- Defeat Scar!: Simba keert terug naar de savanne, alwaar hij Scar moet verslaan.

- Save Kiara!: het eerste level gebaseerd op de tweede film. De gameplay is vrijwel gelijk aan het "Stampede!"-level. Simba rent door de savanne en moet obstakels vermijden.

- Plains of Fire! : de savanne staat in brand. Simba moet zich een weg door het vuur banen, en onderweg luipaarden en hyena’s verslaan.

- The Outlands! : Simba keert terug naar het stuk van de savanne waar Zira en haar troep verblijven. Zijn tegenstanders zijn vijandige leeuwinnen.

- Defeat Zira! : Simba moet Zira opsporen en verslaan.

4 Consoles Plus	Sep, 2001	88 out of 100	88
4 Gaming Target	Aug 01, 2001	8.5 out of 10	85
4 Jeuxvideo.com	Aug 22, 2001	17 out of 20	85
4 Super Play	Sep, 2001	8 out of 10	80
4 GameSpot	Jul 03, 2001	7.1 out of 10	71
4 Gamezilla	Aug 17, 2001	67 out of 100	67

## Ontvangst
| Beoordeeld door | Datum            | Score |
| --------------- | ---------------- | ----- |
| Consoles Plus   | september 2001   | 88%   |
| Gaming Target   | 1 augustus 2001  | 85%   |
| Jeuxvideo.com   | 22 augustus 2001 | 85%   |
| Super Play      | september 2001   | 80%   |
| GameSpot        | 3 juli 2001      | 71%   |
| Gamezilla       | 17 augustus 2001 | 67%   |